# Hans Gyde Petersen
Pour les articles homonymes, voir Hans Petersen et Petersen.
Hans F. Gyde Petersen, né le 7 novembre 1863 à Lindeballe près de Vejle dans le Jutland et mort le 9 janvier 1943 à Gentofte, est un peintre paysagiste et un sculpteur danois.

## Biographie
Hans F. Gyde Petersen est né le 7 novembre 1863, à Lindeballe près de Vejle dans le Jutland. Il s'est formé à la Kunstakademi à Copenhague de 1882 à 1888. Il a vécu à Paris en 1895 et en Italie de 1897 à 1899. Il a vécu et travaillé à Klampenborg près de Copenhague. Il est mort le 9 janvier 1943 à Gentofte.